# Кондратьєва Тетяна Василівна
Тетяна Василівна Кондратьєва (нар. 22 жовтня 1957, м. Харцизьк, Донецька область) — член Партії регіонів; колишній народний депутат України.

## З життєпису
Народилась 22 жовтня 1957 (м. Харцизьк, Донецька область).
Освіта: Одеський технологічний інститут харчової промисловості (1974–1979), інженер-технолог, «Технологія консервування»; Донецький державний технічний університет (1997–1999), магістр державного управління.
Вересень 2007 — кандидат в народні депутати України від Партії регіонів, № 241 в списку. На час виборів: народний депутат України, член ПР.
Народний депутат України 5-го скликання з квітня 2006 до листопада 2007 від Партії регіонів, № 171 в списку. На час виборів: помічник-консультант народного депутата України, член ПР. Член фракції Партії регіонів (з травня 2006). Член Комітету з питань європейської інтеграції (з липня 2006).
- 1980–1983 — товарознавець відділу робітничого постачання Харцизького трубного заводу.
- 1983–2001 — інструктор, начальник оргвідділу виконкому Харцизької міськради.
- З 2001 — помічник-консультант народний депутат України.
- 2002–2003 — начальник відділу організаційно-кадрової роботи (травень — грудень 2003 — на громадських засадах) апарату Донецького обласного відділення Партії регіонів.
- 2003–2006 — помічник-консультант народного депутата України.

Начальник управління організаційно-партійної роботи Центрального апарату Партії регіонів (2003-2006).